# Sαto.
Sαto.（サート）は、日本のソングライター・編曲家・音楽家。

## 略歴・人物
2016年より他アーティストへの作詞や楽曲提供といった活動を始める。2016年にIris、2019年にはSTU48、ラストアイドルへ楽曲を提供。

## 提供作品
Iris
- 「ナツコイ」（作詞・作曲・共編曲）

STU48
- 「青い檸檬」（作曲）

ラストアイドル
- 「潮騒よ」（作曲）